# Twarde Pierniki Toruń
O Twarde Pierniki S.A, também conhecido por Arriva Polski Cukier Toruń por motivos de patrocinadores, é um clube profissional de Basquetebol localizado em Toruń, Polónia que atualmente disputa a PLK (Polônia). Manda seus jogos na Arena Toruń com capacidade para 6.284 pessoas. 

## Histórico de temporadas
| Temporada | Nível | Liga    | Pos. | V/D   | PL       | Pós temporada         | Copa da Polônia   | Supercopa | Competições europeias    |
| --------- | ----- | ------- | ---- | ----- | -------- | --------------------- | ----------------- | --------- | ------------------------ |
| 2010-11   | 3     | II Liga | 1    | 24-2  |          | Promovidocampeão gr.A |                   |           |                          |
| 2011-12   | 2     | I Liga  | 10   | 14-14 |          |                       |                   |           |                          |
| 2012-13   | 2     | I Liga  | 4    | 16-14 | 5-3      | Semifinalista         |                   |           |                          |
| 2013-14   | 2     | I Liga  | 1    | 22-4  | 0-3      | Promovido             |                   |           |                          |
| 2014-15   | 1     | PLK     | 9    | 14-16 |          |                       |                   |           |                          |
| 2015-16   | 1     | PLK     | 4    | 24-8  | 1-3      | Quartas de finais     | Quartas de finais |           |                          |
| 2016–17   | 1     | PLK     | 4    | 21-11 | 7-4      | Finalista             | Quartas de finais |           |                          |
| 2017–18   | 1     | PLK     | 3    | 23-9  | 4-3      | Semifinalista         | Campeão           |           |                          |
| 2018–19   | 1     | PLK     | 2    | 24-6  | 9-4      | Finalista             | Quartas de finais |           | 3 Liga dos campeões 3ª Q |
| 2019-20   | 1     | PLK     | 5    | 15-5  | Covid-19 | Covid-19              | Finalista         |           | 3 Liga dos campeões TR   |
| 2020-21   | 1     | PLK     | 10   | 12-18 | -        |                       |                   |           |                          |
| 2021-22   | 1     | PLK     | 7    | 17-13 | 1-3      | Quartas de finais     | Quartas de finais |           |                          |
| 2022-23   | 1     | PLK     | 15   | 9-21  | -        |                       |                   |           |                          |
| 2023-24   | 1     | PLK     | 12   | 13-17 | -        |                       | Quartas de finais |           |                          |
| 2024-25   | 1     | PLK     | 9    | 14-16 | 4-2      | Quartas de finais     |                   |           |                          |
| 2025-26   | 1     | PLK     |      |       |          |                       |                   |           |                          |

fonte:eurobasket.com

## Títulos

### Liga Polonesa
Finalista (2):2016-17, 2018-19

### Copa da Polônia
Campeão (1):2018

### Supercopa da Polônia
- Campeão (1):2018

## Artigos relacionados
- Liga Polonesa de Basquetebol
- Seleção Polonesa de Basquetebol